# Санзо
Санзо (фр. Censeau) насеље је и општина у источној Француској у региону Франш-Конте, у департману Јура која припада префектури Лон ле Соније.
По подацима из 2011. године у општини је живело 312 становника, а густина насељености је износила 31,64 становника/km². Општина се простире на површини од 9,86 km². Налази се на средњој надморској висини од 850 метара (максималној 882 m, а минималној 770 m).

## Демографија
| 1962. | 1968. | 1975. | 1982. | 1990. | 1999. | 2011. |
| ----- | ----- | ----- | ----- | ----- | ----- | ----- |
| 281   | 305   | 274   | 270   | 282   | 292   | 312   |

График промене броја становника у току последњих година